# Komi Sélom Klassou
Komi Sélom Klassou, né le 10 février 1960 à Notsè, est un homme d'État togolais, Premier ministre du 10 juin 2015 au 28 septembre 2020.
Il annonce sa démission le 4 janvier 2019 à la suite de son élection comme député lors des élections législatives de 2018. Sa démission est acceptée par le président Faure Gnassingbé qui le charge d'expédier les affaires courantes.
Il est reconduit le 24 janvier 2019 comme Premier ministre par Faure Gnassingbé et forme un nouveau gouvernement composé de 23 portefeuilles ministériels. Il démissionne le 25 septembre 2020.

## Biographie
Il est né dans la commune de Notsé, dans le Haho. Il a suivi une formation universitaire de géographe et est Professeur Titulaire en hydro-climatologie.
Il a occupé les ministères de la Culture, de la Jeunesse, du Sport et de l'Éducation de 2000 à 2003  et ministre de l`Enseignement primaire et secondaire de 2003 à 2007 puis le vice-président de l'Assemblée nationale avant d'être nommé Premier ministre, le 5 juin 2015, par le président Faure Gnassingbé, à la suite de l'élection présidentielle. Il forme son gouvernement de 22 membres (dont quatre femmes) après son élection et rend la liste publique le 28 juin 2015.

## Décorations
- Commandeur de l'ordre du Mono (2006)[6]